# Брестский курьер
«Брестський кур'єр» (біл. Брестский курьер) — колишня інформаційно-аналітична газета в Бересті. Засновник ТОВ "Редакція газети «Брестський кур'єр».
Виходила у 1990—2018 роках щотижневиком російською та білоруською мовами. Висвітлював політичне, економічне та культурне життя Береста та області. Була членом Асоціації видавців регіональної преси «Єдині ЗМІ».
У 2015 році редакція була змушена скоротити тираж газети через економічні проблеми.
Наприкінці 2017 року тижневик «Брестский курьер» пережив серйозну фінансову кризу, внаслідок чого головний редактор видання звернувся до читачів з проханням надати газеті фінансову допомогу. Проте звернення не мало очікуваного відгуку, і редакцію покинула не лише команда журналістів, окрім головного редактора та його дружини, а й увесь допоміжний та технічний персонал. У 2018 році друкована версія видання припинила своє існування. У 2019 році власники видання виставили на продаж обидві редакційні будівлі на вул. 17 вересня, 22-24.
У липні 2023 року сайт газети внесли до списку екстремістських матеріалів.